# Модібо Саньян
Модібо Саньян (фр. Modibo Sagnan, нар. 14 квітня 1999, Сен-Дені, Франція) — французький та малійський футболіст буркінійського походження, центральний захисник «Монпельє».

## Ігрова кар'єра

### Клубна
Модібо Саньян є вихованцем футбольної школи французького «Ланса», з яким у липні 2017 року підписав перший професійний контракт на три роки. Дебютну гру в основі футболіст провів у січні 2018 року у рамках турніру Ліга 2.
Через рік у січні 2019 року Модіба перейшов до стану іспанського «Реал Сосьєдад» але залишився в «Лансі» в оренді до кінця сезону. Та вже наступний сезон захисник також провів в оренді, граючи в клубі Сегунди «Мірандес». Після повернення з оренди Маньян дебютував у складі «Сосьєдад» на офіційному рівні у жовтні 2020 року, коли вийшов на заміну у матчі проти «Хетафе».
Та новий сезон футболіст знову розпочав в оренді — в португальській «Тонделі». В подальшому не маючи змоги пробитися до основи «Сосьєдад», на сезон 2022/23 Саньян був відданий в оренду у нідерландський «Утрехт».

### Збірна
У 2021 році Модібо Саньян взяв у часть у літніх Олімпійських Іграх в Токіо, де провів три поєдинки.

## Статистика виступів

### Статистика виступів за збірну
Станом на 26 березня 2024 року
| Дата      | Місто    | Господарі | Результат | Гості      | Турнір           | Голи | Примітки |
| --------- | -------- | --------- | --------- | ---------- | ---------------- | ---- | -------- |
| 22-3-2024 | Марракеш | Малі      | 2 – 0     | Мавританія | товариський матч | 1    |          |
| 26-3-2024 | Марракеш | Малі      | 2 – 0     | Нігерія    | товариський матч | -    |          |
| Усього    |          | Матчів    | 2         |            | Голів            | 1    |          |

## Титули
Реал Сосьєдад
 Переможець Кубка Іспанії: 2019/20

## Особисте життя
Модібо Саньян народився у Франції в інтернаціональній родині. Має буркінійське та малійське коріння.